# Osceola County, Florida
Osceola County är ett county i centrala delen av delstaten Florida, USA. Den administrativa huvudorten (county seat) är Kissimmee. 231 578 invånare (2005), en ökning från 268 685 invånare år 2000.

## Geografi
Enligt United States Census Bureau har countyt en total area på 3 901 km². 3 424 km² av den arean är land och 477 km² är vatten.

### Angränsande countyn
- Orange County, Florida - nord
- Brevard County, Florida - nordöst
- Indian River County, Florida - öst
- Okeechobee County, Florida - sydöst
- Highlands County, Florida - syd
- Polk County, Florida - väst
- Lake County, Florida - nordväst